# Onikatos
Un onikatos (en grec byzantin ὀνικᾶτος/onikátos) désigne dans la documentation fiscale byzantine un paysan propriétaire d'un âne.
Cette catégorie est utilisée par le fisc byzantin pour calculer l'impôt sur les personnes physiques en se fondant sur la valeur fiscale du cultivateur déterminée d'après les moyens de production dont il dispose — essentiellement la possession ou non d'un train de labour. L'impôt est ensuite fixé à 1/24 de cette valeur. Les onikatoi qui apparaissent dans des documents de 1103-1104, sont assimilés à des aktèmones dans la mesure où ils ne disposent pas de bœufs de labour.